# Servius Cornelius Dolabella Petronianus
Servius Cornelius Dolabella Petronianus est un sénateur romain de la fin du Ier siècle, consul éponyme en 86 avec Domitien.

## Biographie
Son père est Cnaeus Cornelius Dolabella, proposé par certains comme successeur possible de Galba en 69, à l'instar d'Othon, mais Galba choisit finalement Lucius Calpurnius Piso Licinianus. Sa mère est Petronia, première épouse de Aulus Vitellius, et fille d'un consulaire, peut-être de Caius Petronius Pontius Nigrinus, éponyme en 37, la dernière année du règne de Tibère, ou encore de Publius Petronius Turpilianus, éponyme en 61 sous Néron. Son père est relégué dans la colonie d’Aquinum, dans l'ancien pays des Volsques, par Othon, rentre à Rome après la mort d'Othon mais est assassiné sur ordre du nouvel empereur Aulus Vitellius, toujours en l'an 69.
Il devient consul éponyme en 86 avec l'empereur Domitien,. Cette même année, il est membre du collège des Frères Arvales.
Son fils est Servius Cornelius Dolabella Metilianus Pompeius Marcellus, consul suffect en 113 sous Trajan.